# Слободан Јовановић
Слободан Јовановић (Нови Сад, 21. новембар/3. децембар 1869 — Лондон, 12. децембар 1958) био је српски правник, историчар, књижевник, универзитетски професор и политичар. Јовановић је био потпредседник Министарског савета Краљевине Југославије (27. март 1941 — 11. јануар 1942), председник Министарског савета Краљевине Југославије (11. јануар 1942 — 26. јун 1943) у Лондону, професор Београдског универзитета (1897—1940), председник Српске краљевске академије, ректор Београдског универзитета, професор јавног права и декан Правног факултета у Београду. Током оба балканска рата 1912. и 1913. године био је шеф Пресбироа при Врховној команди Српске војске. У ратном пресбироу је радио и од почетка Првог светског рата до 1917. када му је додељен рад у Министарству иностраних дела. Експерт на Конференцији мира у Паризу 1919, теоретичар који је између 1932. и 1936. објавио сабрана дела у седамнаест томова, председник Српског културног клуба (1937—1941). После Другог светског рата, Јовановићеве књиге нису штампане у Југославији до 1990. године. Преминуо је у Лондону, у деведесетој години, као апатрид. Јовановић је званично рехабилитован 2007. године.

## Биографија
Рођен је 3. децембра 1869. у Новом Саду, од оца Владимира Јовановића и мајке Јелене, становали су у кући у Милетићевој улици број 3. Владимир Јовановић (1833—1922) је као водећи српски либерал живео у Новом Саду као политички изгнаник из Србије. Дао је име свом сину првенцу Слободан, а ћерки Правда. По многима је Слободан Јовановић први међу Србима носио ово име.
Од средине 1872. његова породица живи у Београду. 1879. полази у Прву београдску гимназију, тада седморазредну и смештену у левом крилу Капетан-Мишиног здања. Године 1886. завршио је Прву мушку гимназију у Београду. После боравка у Минхену (1886/87.) и Цириху од 1. априла 1890. студирао је права у Женеви, Швајцарска, као државни стипендиста Краљевине Србије. Потом је студије наставио 1891. године на Слободној школи политичких наука у Паризу. Наредне године, 1892, враћа се у Србију где добија прву државну службу, у суду, а потом у Министарству иностраних дела у Београду. Слободан Јовановић је 1893. упућен за аташеа у српско посланство у Цариграду, Османско царство, где остаје до 1894. На овом положају радио је на побољшању положаја Срба у Турској. У МИП-у је у Просветном одељењу које се бавило српском пропагандом (школским и црквеним питањима) у Македонији. Слободан Јовановић објављује 1895. године студију „О друштвеном уговору“, критику Русоове теорије друштвеног уговора. Налази се у групи окупљеној око 1894. конзервативног (у смислу Дизраелијевог конзервативног парламентаризма) листа „Ред“, која је наредне године (1895) наставила да сарађује у „Српском прегледу“ Љубомира Недића, професора филозофије на Великој школи. Објављује своје радове у бројним часописима, укључујући и 1896.  мостарску „Зору“.
Године 1897. је изабран за ванредног професора на Правном факултету Велике школе у Београду. Исте године објављује своје приступно предавање „О суверености“. Године 1899. објављује дело под називом „О дводомном систему“ у којем се залаже за дводомни систем као неодвојиви део парламентарног система присутан у свим земљама у којима је уведен парламентаризам осим у појединим земљама Латинске Америке и Балкана. У овом делу као главни пример узима Енглеску, државу у којој је настао савремен парламентаризам. Исте године објављује расправу „Јован Хаџић, српски законописац“ у издању Матице српске.

## Професор
Године 1900. на Правном факултету је изабран за редовног професора. Слободан Јовановић био је наставник Правног факултета у Београду пуне 43 године, све до свога пензионисања 1940. године. Професор Јовановић је био један од оснивача „Српског књижевног гласника“ 1901. године. У овом књижевном часопису налазио се у уређивачком одбору и важио је за једног од најредовнијих сарадника. Слободан наредни истраживачки рад објављује 1902. под називом „Енглески парламентаризам“.
Професор Јовановић је 4. фебруара 1905. године изабран за дописног члана Српске краљевске академије. Године 1908. је изабран за редовног члана Српске краљевске академије. Професор Јовановић је објавио велику синтетичку студију под називом „Наше уставно питање у XIX веку“ 1905. године, а потом је други пут штампао 1908. и трећи 1932. Године 1907. издао је књигу „Уставно право“, коју ће поново штампати 1924. Године 1908. објавио је студију под називом „Утемељење грађанског законодавства и уставности у Србији“, које ће касније проширити и објавити 1931, и 1932. године. Професор Јовановић објављивањем књиге 1912. године „Уставобранитељи и њихова влада“ започиње рад на великом пројекту писањем „Историје Србије 1838—1903“ које ће трајати пуне две деценије и представљаће средишње место у свеукупном његовом делу.

## Шеф Пресбироа при Врховној команди
Током Првог и Другог балканског рата Слободан је био шеф Пресбироа при Врховној команди Српске војске. После победе Српске војске у Кумановској бици прелази са Пресбироом и Врховном командом у Скопље, где борави неколико месеци. После Другог балканског рата, 1913. године изабран је за ректора Београдског универзитета. Међутим, 1914. године избија Први светски рат а Слободан је поново упућен на службу у Пресбиро при Врховној команди Српске војске. У јесен 1915. аустроугарске и немачке оружане снаге предузеле су велику офанзиву на Србију, истовремено и бугарске снаге прекидају саобраћајну комуникацију долином Јужне Мораве и Вардара. Српска војска са избеглим народом налазила се у безизлазној ситуацији на Косову и Метохији. Тада Врховна команда одлучује да се крене у повлачење преко Албаније и Црне Горе на јадранску обалу у сусрет савезничким снагама. После албанске голготе професор Јовановић се нашао на острву Крф, где су биле смештене српска војска, избеглице, народна скупштина, влада и друге установе. Професор Јовановић је поред обавеза у Пресбироу налазио времена и за књижевни рад, који му је представљао духовни мир у времену тешком по српски народ. На Крфу је 1917. написао биографске огледе о Стојану Новаковићу и Љубомиру Недићу. После Првог светског рата професор Јовановић се налазио међу правним експертима при југословенској делегацији на мировној конференцији у Паризу 1919. године.

## Међуратни период
Слободан Јовановић заједно с Богданом Поповићем обнавља излажење „Српског књижевног гласника“. Професор Јовановић је 1920. године издао чувену књигу „Вођи Француске револуције“, састављену од портрета Мирабоа, Димурјеа, Дантона и Робеспјера. Други пут је ова књига штампана у оквиру Јовановићевих Сабраних дела 1932. код издавача Геце Кона. У оквиру рада о националном праву и историји професор Јовановић 1923. штампа другу књигу под називом „Друга влада Милоша и Михаила Обреновића. Такође, 1926. је објавио књигу „Влада Милана Обреновића (I-II)“ коју је доштампао 1927. А 1929. године издаје књигу под називом „Влада Александра Обреновића“ (I-II).
Професор Јовановић је 1927. године изабран за дописног члана Југославенске академије знаности и умјетности у Загребу. Између 1928. и 1930. године налазио се на месту председника Српске краљевске академије. Издавање Сабраних дела професора Јовановића је почело код Геце Кона 1932. године. Професор Јовановић је објавио књигу 1934. под називом „О држави“, коју чине теоријске формулације састављене од елемената, функција и установа савремене друштвене заједнице. Ову књигу је проширио студијом „Поратна држава“ 1936, којом обрађује Италију, Енглеску, Француску, Русију и Немачку и у њој типолошки класификује однос између правне државе и државе фашизма и комунизма, односно настанак нових држава маса као новог облика тоталитаризам. Слободан Јовановић је био оснивач и први председник Српског културног клуба у периоду од 1937. до 1941. Слободан је 1938. године објавио монографију „О Гледстону“, вођи енглеских либерала у парламенту и на челу британске владе; пратећи његово политичко ангажовање, професор Јовановић је у ствари пратио пут реформисања Британске империје. У броју од 4. децембра 1939. „Политика“ је преко читаве стране 9. и два ступца стране 10. објавила пет чланака посвећених Слободану Јовановићу под заједничким насловом „Седамдесет година живота г. Слободана Јовановића“. Године 1939. објавио је велико дело „Примери из политичке социологије“ - Енглеска, Француска, Немачка 1815 — 1914. Исте године објавио је студију „О америчком федерализму“. Јула 1940. Слободан одлази у пензију са места редовног професора, одликован је Орденом Југословенске круне првог реда.
Јовановић је био противник споразума Цветковић-Мачек, којим је образована Бановина Хрватска. Залагао се за федерацију са јаком централном влашћу у виду југословенског парламента, бираног општим правом гласа, који би се бринуо за заједничке послове.

## Други светски рат
После војног пуча 27. марта 1941. године прихватио је дужност потпредседника владе у пучистичкој влади генерала Душана Симовића.
Избеглиштво је почело у Јерусалиму, а настављено у Лондону (од јула 1941). До Симовићеве смене дошло је почетком јануара 1942. када су сви министри Симовићеве владе у Лондону предали су колективну оставку, изјављујући да генерал Симовић није способан за руковођење. Након тога је краљ Петар II је именовао Јовановића за председника владе. Јовановић је преузео дужност 11. јануара 1942. Иако је по својој интелигенцији и образовању био водећи члан емиграције, Јовановић није имао никаквог искуства у практичној политици, а с обзиром на своју старост није се очекивало да он прилагоди своје ставове новим околностима или да постане енергичан вођа. Српски политичари у емиграцији признавали су Слободана Јовановића за неоспоран ауторитет., али није био дорастао великим политичким искушењима. Седиште Југословенске владе у Лондону налазило се у великој згради на Најтсбриџу, где је био смештен кабинет Слободана Јовановића. У Јовановићевој влади су биле приступљене све политичке странке које су биле и у Симовићевој влади. Међутим, Јовановићева влада је увела две новине у односу на Симовићеву владу. Прво је било именовање четничког вође Драгољуба Михаиловића за министра војске, ваздухопловства и морнарице. До краја Јовановићевог боравка на месту председника избегличке владе Михаиловић ће бити прво унапређен у дивизијског, па у армијског генерала и начелника Врховне команде. Именовање за министра и унапређивања су требало да ојачају Михаиловићеву позицију у Југославији и убрза савезничку помоћ. Друга новина је било образовање Војног кабинета председника владе на чије чело је постављен мајор Живан Кнежевић. Мајор Кнежевић и његов рођени брат министар двора Радоје Кнежевић, иначе Михаиловићеве присталице и вође Лиге мајора, су чинили сиву еминенцију која је стајала иза Јовановића. Браћа Кнежевићи, су такође имали јак утицај на краља Петра, поставили су свог брата Николу за шефа владиног Одсека за шифрирање и тако имали увид над порукама које су одлазиле и долазиле у владу и користили су Јовановићеву несклоност да се меша у спорове министара своје владе.
Нова влада је за министра војске уместо генерала Богољуба Илића именовала генерала Драгољуба Михаиловића,, који је водио ројалистички покрет у Југославији, да би се избегла мешање војске у рад владе и да се истовремено искористи Михаиловићев углед при изношењу захтева Савезницима.
После Каирске афере и Симовићеве смене, владе Слободана Јовановића заправо су преко браће Радоја и Живана Кнежевића биле у служби генерала Драгољуба Михаиловића  Именовање је требало да ојача Михаиловићеву позицију у Југославији и убрза савезничку помоћ. Избегличка влада је подржала Михаиловићев суштински пасиван став, пошто је радије желео да сачека слабљења окупатора пре вођења активног отпора, делом да би се избегле одмазде над цивилним становништвом. Међутим, ово је повећавало ризик да покрет отпора окупљен око комуниста преузме од Михаиловића вођство у покрету отпора против сила Осовине. Британци су о Михаиловићу ширили пропаганду као великом вођи, иако је ситуација у Југославији потпуно другачија од писања британске штампе; када је именован за министра Михаиловић није имао војску под својом директном командом након гушења устанка у Србији од стране Немаца у јесењој офанзиви. Михаиловић је већ тада ступио у контакте са квислиншким и немачким властима и део своје војске утопио у квислиншку Српску државну стражу. Са друге стране, Јовановић и његови министри нису успели да убеде Савезнике да својим ограниченим средствима пруже значајну материјалну помоћ Михаиловићу.
Од 26. јуна до 10. августа 1943. налазио се на дужности потпредседника владе у кабинету Милоша Трифуновића. Када је краљ Петар II под притиском британског премијера Винстона Черчила донео одлуку да смени председника владе Божидара Пурића и да на његово место доведе Ивана Шубашића, професор Јовановић се супротставио овој одлуци. Нови председник владе Иван Шубашић је убрзо склопио споразум с Титом током лета 1944. После Другог светског рата, Слободан Јовановић остао је да живи у Лондону. У Лондону је становао од 1945. до 1958. недалеко од Кенсингтона Гарденса у ондашњем скромном и малом хотелу Тјудор Корт (Tudor Court Hotel, 48 — 52 Crowell Road, London SW7). Године 1946. на процесу генералу Драгољубу Михаиловићу и групи од 23 лица у Београду Слободан Јовановић је осуђен од стране Војног већа „на казну лишења слободе с принудним радом у трајању од двадесет година, губитак политичких и појединих грађанских права у трајању од десет година, конфискацију целокупне имовине и на губитак држављанства“. На основу ове пресуде у Југославији је практично уведена забрана на његова дела.

## Емиграција
После рата, некадашњи чланови југословенске владе у Лондону нису били квалификовани за британску државну социјалну помоћ. Већина значајних југословенских односно српских емиграната нашла се на рубу егзистенцијалног опстанка. Међутим, српски бродовласник Ване Ивановић основао је „Добротворно удружење слободних грађана Југославије“, чијим је донацијама спасао беде велики број угледних интелектуалаца емиграната. Слободан Јовановић је био иницијатор оснивања 1951. године Удружења српских писаца у изгнанству и на оснивачкој скупштини изабран је за почасног председника, Милош Црњански за председника, Миодраг Стајић за потпредседника, за секретара др Миодраг Пурковић и за члана Управе Коста Павловић. У том Удружењу, које је приређивало месечна предавања, Јовановић је говорио из области српске историје и књижевности.

## Рехабилитација
Преминуо је у петак 12. децембра 1958. у 6.30 ч. изјутра, у својој деведесетој години, у Лондону. Опело над земним остацима Слободана Јовановића извршено је 20. децембра 1958. пре подне, у српској православној цркви Св. Сава у Лондону. Опелу је присуствовала краљица Марија Карађорђевић. Као изасланик краља Петра II био је Богољуб Јевтић. Као изасланик краљевића Томислава и принцезе Маргарите био је мајор Ђорђе Димитријевић. Од породице опелу су присуствовали Коста Ст. Павловић са супругом и сином. Опелу су присуствовали сви чланови Југословенског народног одбора, коме је Јовановић био оснивач и председник од његовог оснивања, представници Удружења српских писаца у изгнанству, коме је Јовановић био почасни председник, представници ветерана ЈВУО из Организације српских четника и Организације српских четника Равна Гора. Ковчег је био прекривен заставом Краљевине Југославије. Слободан Јовановић је после опела сахрањен на гробљу Кенсал грин, у северозападном делу Лондона. Сахрањен је у православном делу гробља, на коме се углавном налазе гробови Срба који су у емиграцију отишли 1945. Године 1965. је Удружење српских писаца у изгнанству подигло спомен-плочу Слободану Јовановићу у хотелу Корт у Лондону, где је живео од 1945. па све до своје смрти 1958.
Његови посмртни остаци су 1. децембра 2011. године ексхумирани, и пренети у храм Светог Саве у Лондону, где је 5. децембра одржан парастос. Дана 8. децембра су пренети у Србију, где су 10. децембра сахрањени у Алеји заслужних грађана на Новом гробљу у Београду.
Уређивачки одбор библиотеке „Српска књижевност у сто књига“ уврстио је његову књигу „Портрети из историје и књижевности“ као 60. у комплету. Но, само у првом издању, штампаном у малом броју примерака. У другом издању ова књига, састављена од есеја Слободана Јовановића, није била ни штампана, због интервенције Савеза комуниста Југославије.
После дугогодишњих покушаја да се штампају његова сабрана дела, због неповољног мишљења власти, тек 1990. године у заједничком подухвату три издавача (БИГЗ, Југославија Публик, Српска књижевна задруга) штампано је 12 томова сабраних дела академика Слободана Јовановића.
Године 2007. Слободан Јовановић је рехабилитован одлуком Окружног суда у Београду, а пресуда којом је осуђен на робију и губитак части је проглашена ништавном.
Српска академија наука и уметности је у новембру 2019. поводом 150 година од рођења Слободана Јовановића организовала изложбу и научни скуп.

## Одабрана дела
Међу значајнија његова дела спадају:
- О суверености,
- Основи правне теорије о држави,
- Српско-бугарски рат (1901),
- Енглески парламентаризам (1902),
- Светозар Марковић (1903),
- Макијавели,
- Вођи француске револуције,
- Политичке и правне расправе,
- Уставно право Краљевине Србије,
- Уставобранитељи.
- Уставно право Краљевине СХС,
- Јовановић, Слободан (1933). Уставобранитељи и њихова влада (1838—1858) (3. испр. и доп. изд.). Београд: Геца Кон.
- Јовановић, Слободан (1933). Друга влада Милоша и Михаила (2. испр. и доп. изд.). Београд: Геца Кон.
- Јовановић, Слободан (1934). Влада Милана Обреновића. Књ. 1 (друго, испр. и доп. изд.). Београд: Геца Кон.
- Јовановић, Слободан (1934). Влада Милана Обреновића. Књ. 2 (друго, испр. и доп. изд.). Београд: Геца Кон.
- Јовановић, Слободан (1934). Влада Милана Обреновића. Књ. 3 (друго, испр. и доп. изд.). Београд: Геца Кон.
- Јовановић, Слободан (1934). Влада Александра Обреновића. Књ. 1 (друго, испр. и доп. изд.). Београд: Геца Кон.
- Јовановић, Слободан (1935). Влада Александра Обреновића. Књ. 2 (друго, испр. и доп. изд.). Београд: Геца Кон.
- Јовановић, Слободан (1936). Влада Александра Обреновића. Књ. 3 (друго, испр. и доп. изд.). Београд: Геца Кон.